# Ball (album)
Ball je třetí studiové album americké rockové skupiny Iron Butterfly, vydané v únoru 1969. Producenty alba byli Jim Hilton a Gordon Anderson a vydala jej společnost Atco Records. V roce 1999 vyšlo album v reedici doplněné o dvě bonusové skladby. Tentokrát desku vydalo vydavatelství Collector's Choice Music.

## Seznam skladeb
| Pořadí | Název                    | Autor                                | Délka |
| ------ | ------------------------ | ------------------------------------ | ----- |
| 1.     | In the Time of Our Lives | Doug Ingle, Ron Bushy                | 4:46  |
| 2.     | Soul Experience          | Ingle, Bushy, Erik Brann, Lee Dorman | 2:50  |
| 3.     | Lonely Boy               | Ingle                                | 5:05  |
| 4.     | Real Fright              | Ingle, Bushy, Brann                  | 2:40  |
| 5.     | In the Crowds            | Ingle, Dorman                        | 2:12  |
| 6.     | It Must Be Love          | Ingle                                | 4:23  |
| 7.     | Her Favorite Style       | Ingle                                | 3:11  |
| 8.     | Filled With Fear         | Ingle                                | 3:23  |
| 9.     | Belda-Beast              | Brann                                | 5:46  |

| Bonusové skladby na CD (1999) | Bonusové skladby na CD (1999)            | Bonusové skladby na CD (1999) | Bonusové skladby na CD (1999) |
| Pořadí                        | Název                                    | Autor                         | Délka                         |
| ----------------------------- | ---------------------------------------- | ----------------------------- | ----------------------------- |
| 10.                           | I Can't Help But Deceive You Little Girl | Ingle                         | 3:34                          |
| 11.                           | To Be Alone                              | Ingle, Robert Woods Edmondson | 3:05                          |

## Obsazení
- Doug Ingle – klávesy, zpěv
- Erik Brann – kytara, zpěv
- Lee Dorman – baskytara, zpěv
- Ron Bushy – bicí